# Giorgos Vasileiou
Giorgos Vasileiou (grekiska: Γιώργος Βασιλείου) (född 20 maj 1931 i Famagusta på Cypern) var republiken Cyperns president från 1988 till 1993. Han var grundaren och ledaren av Enomeni Dimokrates. Han är gift med Androulla Vassiliou som var Cyperns EU-kommissionär från 2008 till 2014.